# Виноделие в Армении
Виноделие в Армении — производство вина в Армении. По данным Международной организации виноградарства и виноделия, в 2007 году армянские виноделы произвели 43 тыс. гкл вина. Археологические раскопки в пещере Арени обнаружили древнейшую в мире винодельню.

## Общая характеристика

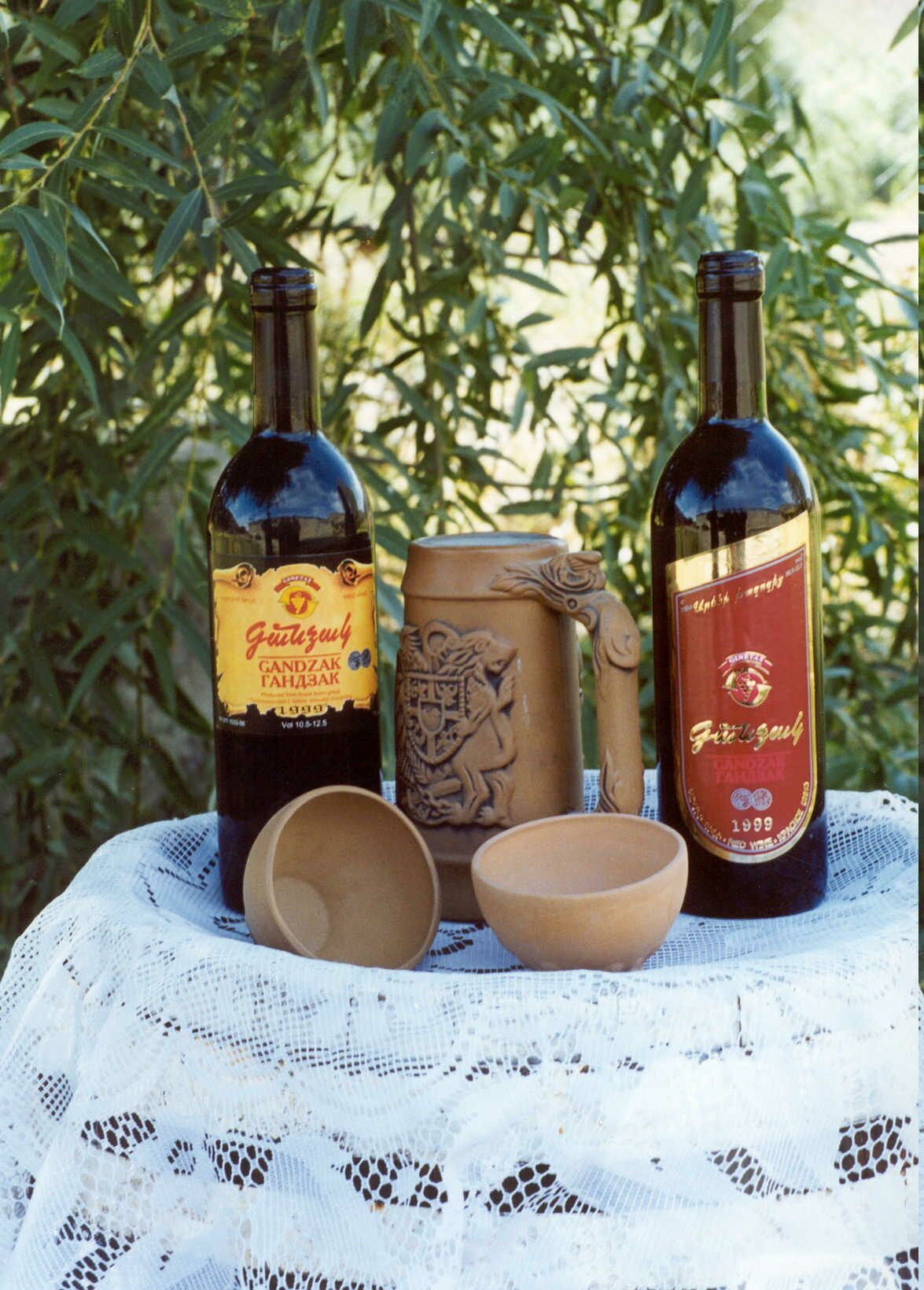
Армянское вино

Жаркий южный климат Армении обеспечивает высокое накопление сахара (до 30 %) в виноградном соке, что позволяет вырабатывать высококачественные крепленые, крепкие и сладкие вина в большом количестве. В Армении изготовляли также столовые вина, характеризующиеся высоким содержанием спирта.  Согласно «Энциклопедическому лексикону» выделкою вина в Закавказье занимались в основном армяне

## Виноградарство в Армении и армянских общинах

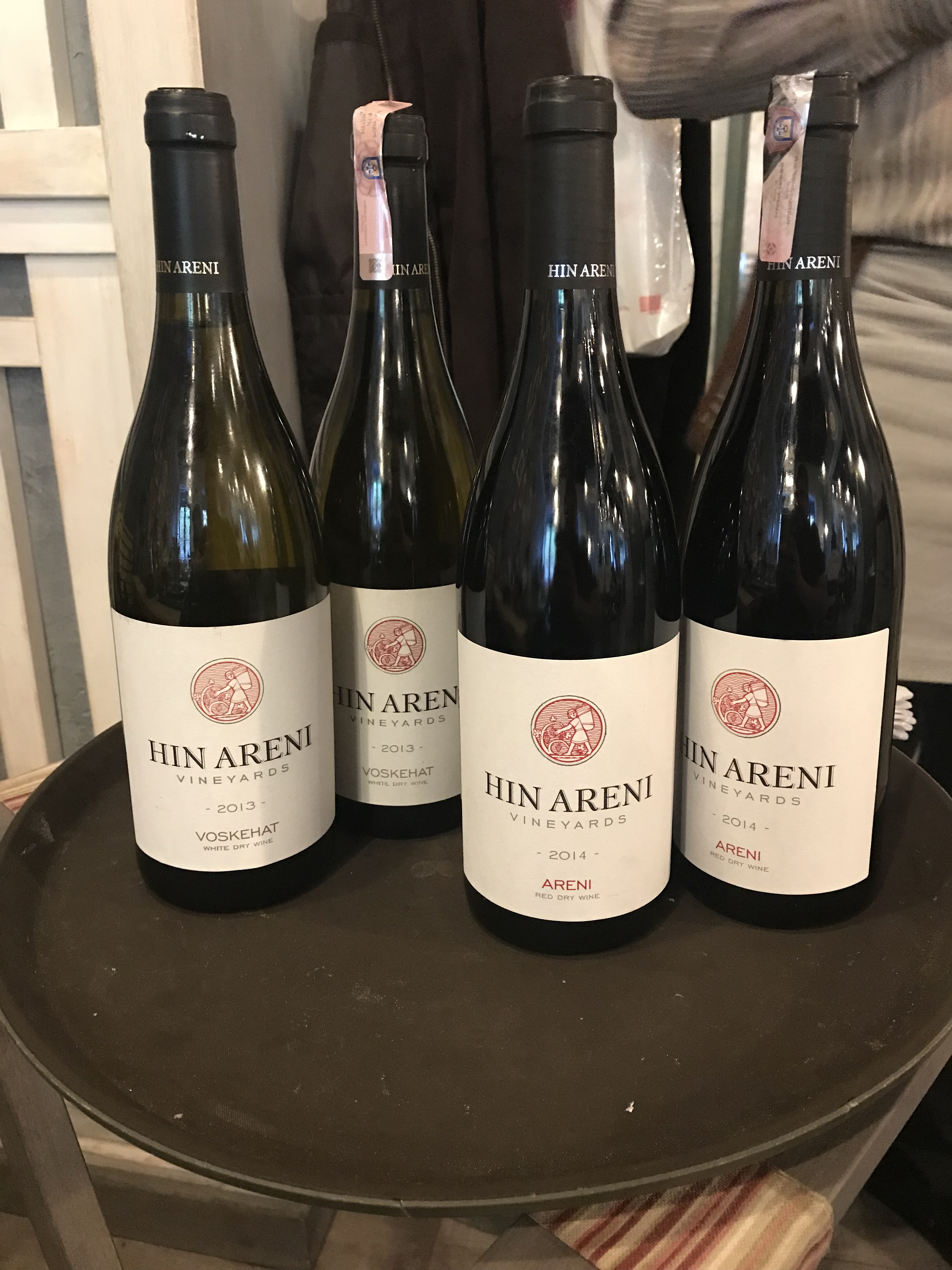
Вино Hin Areni

Во времена Российской Империи в Дербенте только армяне делали вино и водку из винограда. По данным на 1837 год виноделием в Закавказье занимались в основном армяне. Во всей Ширванской провинции вино выделывалось только лишь в 4-х армянских селениях. В Душети, большинство населения которого составляли армяне, жители занимались садоводством и разведением виноградников, под коими находилось до 15 десятин земли. Ежегодно это поселение давало до 3200 ведер вина. В армянском селе Ингар армяне в основной своей массе занимались виноделием. Произведенное в Ингаре вино было высокого качества и пользовалось большой популярностью. Оно большей частью шло на продажу в другие армянские населённые пункты Мадрасу и Гюрджеван, где оно смешивалось с местным вином и продавалось как мадрасинское (или матрасинское) и гюррджеванское. Как сообщает «Кавказский календарь» за 1854 год, в Елисаветполе производством вина занимались исключительно армяне, которые помимо вина делали еще и водку из виноградных выжимок и ягод белого тута. Издание отмечало качество произведенной водки, заявляя что это ценнейший продукт который можно произвести из тута)
В Нухе городские армяне из различных плодов, в особенности из ягод белого тута и виноградных выжимок делали водку, а также производили вино.
По состоянию на 1883 год, в городе Артвин и в самом округе было очень развито виноделие, которым занимались исключительно армяне. Близ Ленкорани, по воспоминаниям Иоганна Бларамберга посетившего регион в 1836 году, некий армянин содержал плантации американского табака, английского хлопчатника и сахарного тростника. Из последнего он делал некий сорт рома, так называемый Везу, представляющий собой выжатый и перебродивший сок.
А. Павлов в 1848 году отмечал, что армянские садоводы Кизляра производят для собственного употребления отменное столовое вино, выделываемое из кишмиша. При этом армяне не особо стремились его продавать в России, ввиду того что тогда на рынке было распространено иностранное вину. В свою очередь А. Павлов критиковал их за это, утверждая что продажа этого вина сулит им большую выгоду.
По состоянию на 1859 год в городе Святой крест проживало 3839 человек (все армяне), которые занимались преимущественно торговлей, разведением виноградников и виноделием.
Издание «Кавказский край: Природа и люди» (1895 г.) отмечало что в Ставропольской губернии было развито виноградарство и виноделие. Причем самым известным вином губернии было «Прасковейское вино». Своими виноградниками отличались селения Маслов-Кут, Бургун-Маджары, Прасковея, Владимировка и город Святой крест. Население этих поселений большей частью было армянским, и именно оно и начало здесь впервые культивировать виноградную лозу.

В Шемахинском уезде широкой известностью пользовалось красное матрасинское вино название которого происходит от армянской деревни Матраса — центра виноделия уездаr. Английский путешественник Д. Ханвей в опубликованной в 1762 году книге «Исторический обзор британской торговли на Каспийском море», рассказывая о жителях Баку отмечал, что у них есть красное вино, крепкое и приятного вкуса, которое армяне делают в Шемахе. В 1770 году посетивший Шемаху и окрестные деревни немецкий путешественник и натуралист Самуил Гмелин отмечал, что несмотря на то что среди мусульман были любители выпить, только армяне производили вино и водку. Для этих целей местные армяне построили большое количество винных заводов (виноградных заводов). Кроме этого Гмелин подчёркивал что из всего населения региона только армяне занимались разведением винограда. Говоря о же персах и татарах он отмечал что нет такого примера, чтобы  хотябы один из них разводил винограднsй сад. В тоже время рассказывая возделывании виограда армянами он отмечал. :
Армяне очень разумно поступают, что виноград в своих огородах  обыкновенно садят  на подобие поря-дочно разположенных аллей, кои посредством дуги между собою соединяются. С сими виноградными развилистыми прутьями поступают таким образом. Всячески опасаются, чтоб не спали с них первыя ягоды, при том дают сему сочному растению пространнствейшее место гдеб оно распускать отростки могло. Таким образом надеяться можно на изобилия винограда"
Также Гмелин рассказывал и о технологии производства вина Шемахинскими армянами. Согласно ему, в сентябре после сбора урожая, армяне виноград кладут в специальную кадку, где его ногами разnаптывают или толкут. В процессе давки, выжатый сок из кадки по устьям, и через специальные отверстия, перетекает в закопанные в землю большие глинные емкостя (сосуды). Затем весной вино переливают в другие сосуды и хранят таким же образом как и прежде. В тоже время оставшиеся от толчения виноградные выжимки используются для производства водки.
В конце XIX века регион посетил французский священник и путешественник Пауль Мюллер-Симонис, говоря о винах Армении отмечает, что из винограда здесь производится превосходное золотое вино, которое можно сравнитm с Мадейрой или Шерри.. Он добавляет, что наиболее известные из данного типа вин вина Эривани и Эчмиадзина

## История

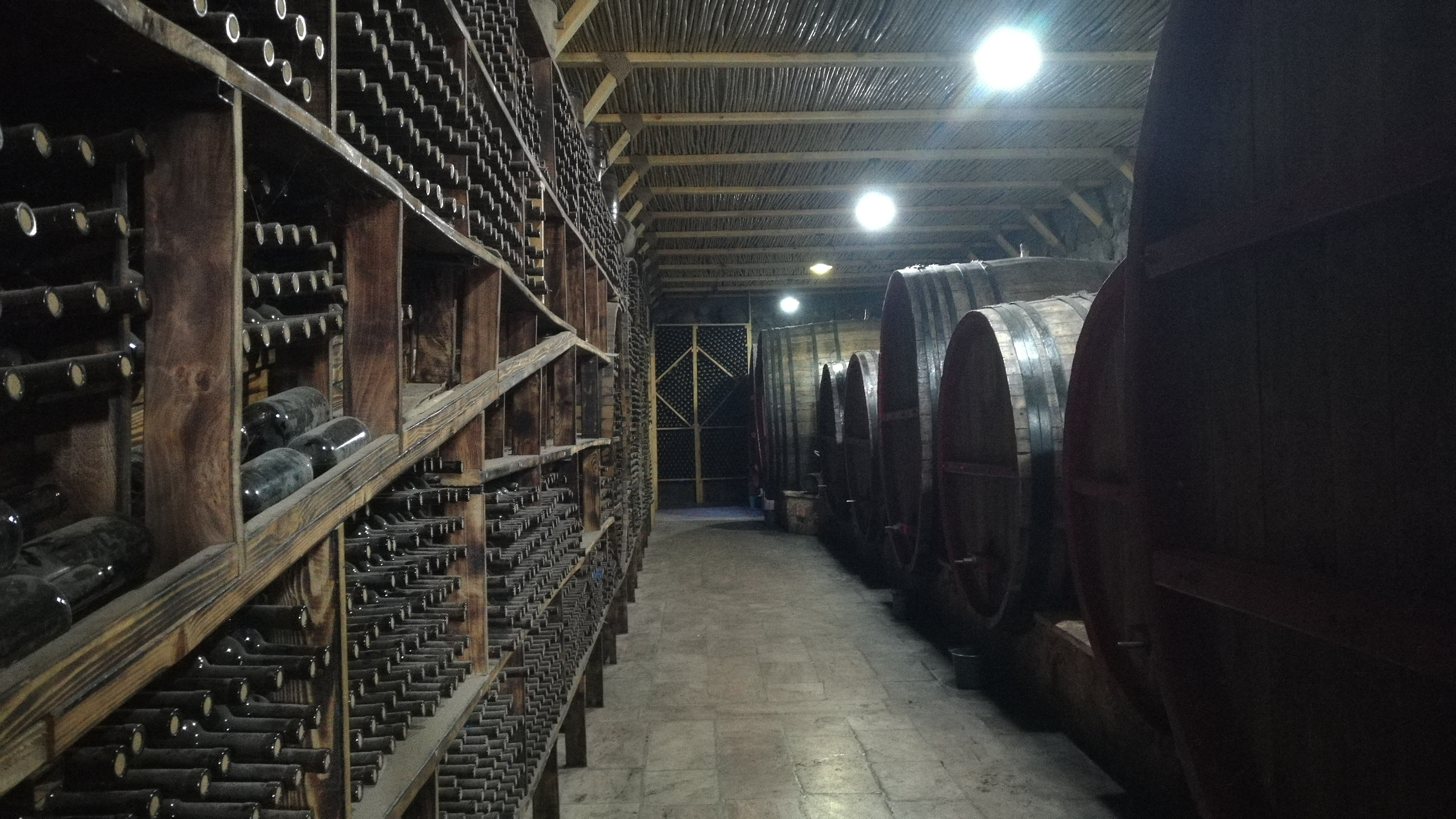
Погреб завода Арени, Вайоцдзорская область

Виноделие на территории Армении возникло за много лет до нашей эры. В Армении растет много дикорастущего виноградника, и большое количество местных сортов винограда.
Согласно библейской легенде, Ной, спустившись на гору Арарат, посадил виноградную лозу — так было положено начало традиции виноделия на территории современной Армении. Раскопки свидетельствуют о том, что ви́на здесь делали ещё в XI—X веках до н. э. О винах страны Наири (одно из племен, обитавших на территории Армянского нагорья) писали ещё Страбон и Геродот. С древнейших времен армяне умели делать высококачественные вина, а техника разведения виноградников и ухода за ними, выработанная ещё в эпоху государства Урарту, почти не менялась на протяжении столетий.
Сосуды с остатками вина, виноградных косточек и инструменты виноделия, были найдены в Армении, в пещерах вблизи села Арени, которым более 6000 лет.
История современного армянского виноделия началась в 1887 году, когда известный в то время купец 1 гильдии Нерсес Таиров, с разрешения Эриваньских властей, основал в бывшей Эриваньской крепости первое предприятие в Армении по производству вин и коньяков. Первоначально кустарными методами производились около 1200 ведер вина в год. Не имея возможности для реализации, Таиров в 1898 году продал своё предприятие крупному русскому промышленнику Николаю Шустову.
Шустов, после приобретения таировской винокурни, изучив секреты приготовления и хранения виноградных вин, реконструировал подвальные помещения, где установил дубовые бочки (буты) для долголетней выдержки вин.
Шустов, построив цех по ректификации спирта, разворачивает производство коньяка. В скором времени вина и коньяки, производимые в Эриваньской крепости, благодаря своим уникальным вкусовым качествам, становятся широко популярными. Так вина марки «Мадера», урожая 1902 года, получают «Гран-при» на международном конкурсе вин, а коньяк Николая Шустова пользуется большим спросом в России и на Украине.

### История продвижения вин и коньяков Шустова
Для продвижения своих вин и коньяков, Николай Шустов организовал оригинальный рекламный трюк. Он нанял большое количество людей с безупречными манерами для постановки оригинальных «мини-спектаклей». В самый шикарный магазин или ресторан города заходила красивая молодая пара. Для этих клиентов, обладающих безупречным вкусом и немалыми деньгами, заказывался самый лучший столик. Когда дама и её блестящий кавалер были уже за столом, молодой человек подзывал официанта и требовал подать бутылочку шустовского коньяка, либо вина. Получив отказ, разгневанный мужчина вскакивал из-за стола, заявляя, что больше не появится в этом заштатном заведении. Удручённый произошедшим скандалом, хозяин тут же заказывал крупную партию шустовской продукции.

### Советское время

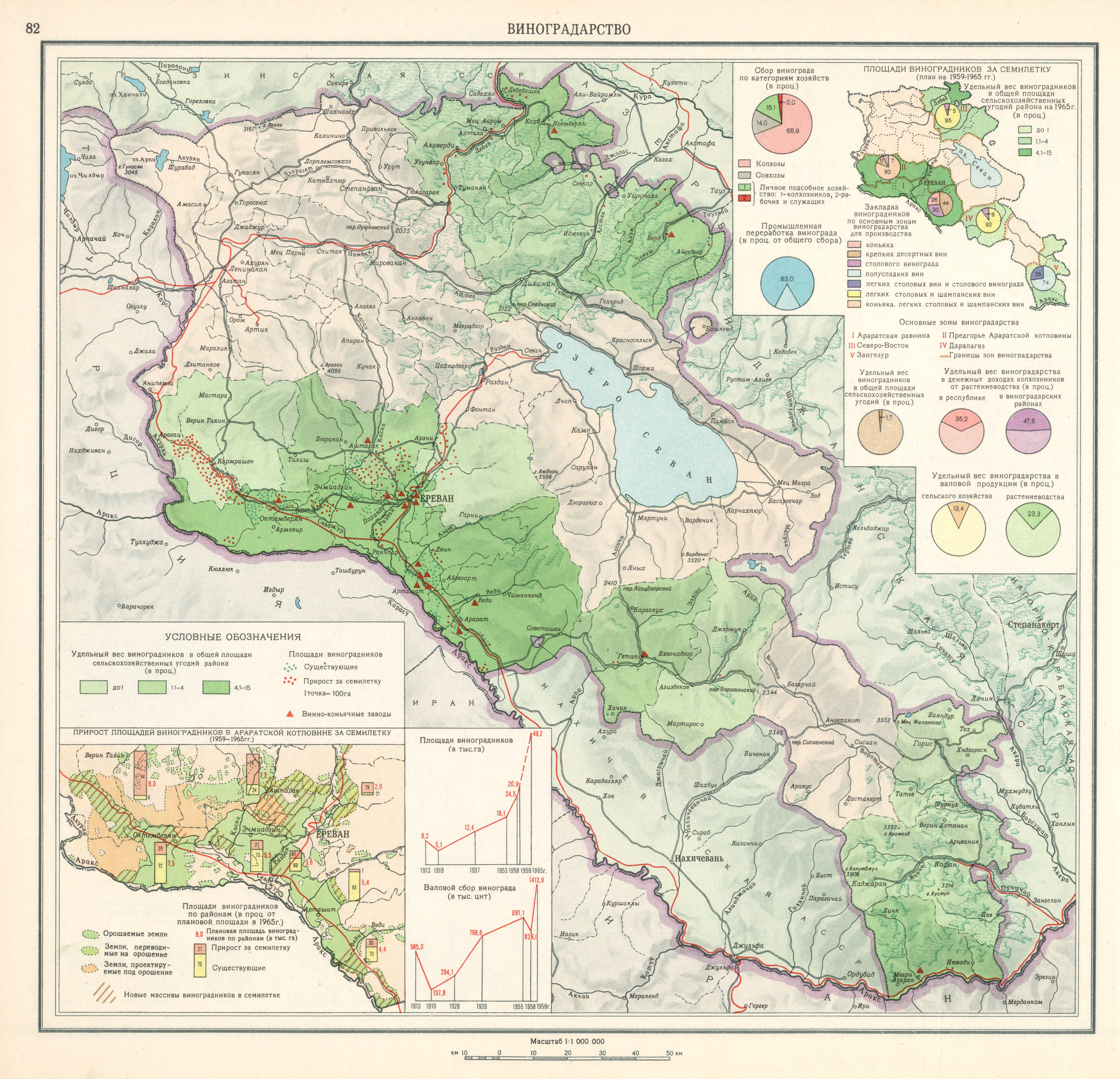
Карта виноградарства Армянской ССР, 1961 г.

В советское время армянские виноделы находились на пике своей славы. Производство вина в 1940—1985 годах увеличилось в 9 раз, коньяка в 17 раз, а с 1960—1986 годы выпуск шампанских вин возрос в 10 раз.
В Советской Армении значительную роль в развитии и усовершенствовании винодельческих технологий сыграло производство вин типа херес. В Армении производство вин типа херес основали учёные области виноделия и виноградарства Н. Н. Простосердов и Р. Л. Африкян. Учёные в 1931 г. обнаружили, что в негерметично закрытых карасах на поверхности вина образуется плёнка, которая формируется из дрожжей, похожих на испанские. Авторы назвали эти дрожжи Sacch.cheresiensis armeniensis. Так впервые было доказано, что хересные дрожжи могут содержаться не только в испанских хересах, но и в винах, произведённых в других странах.
Армянские вина типа херес изготавливались из таких сортов винограда, как Воскеат (Харджи) и Чилар. Эти высококачественные вина по масштабам производства занимали второе место после коньячного.
В Армении первое вино типа херес — «Аштарак», выпускал «Аштаракский винный завод», отделения которого находились в городе Ошакан и селе Воскеваз.
Ещё в 80-х в Армении ежегодно в среднем перерабатывалось около 210 тысяч тонн винограда, из которого получали 14-15 млн. декалитров (140—150 млн литров) вина. 15 % из них использовалось в производстве коньяка, остальная часть шла на виноделие. 37,4 % доходов Армении в сфере продовольствия приходилось именно на виноделие.
В 80-х годах Армения обеспечивала 25 % производимого во всем Союзе коньяка, 4-5 % вин приходилось на долю Армении. 75 % выпускаемой продукции экспортировалось в Россию.

## Хранилища вин
В Армении, в Арарат-тресте, в высеченном ущелье, находится музей виноделия, в коллекции которого числится около 3000 разновидностей вин, выдержанных несколько столетий. В мире есть всего 3 подобных хранилища вин — в Армении, Франции, Италии (недоступная ссылка).
В последние годы в Армении открылся  самый большой музей вина в регионе, где подробно представлены хронологические этапы развития вина в Армении, а также связь вина с различными сферами армянской истории и культуры.

## Районы виноградарства в Армении
Районы виноградарства в Армении расположены в следующих областях:
- Вайоцдзорская область
- Иджеван
- Котайкская область
- Тавушская область
- Арагацотнская область
- Ширакская область есть только один завод Ширак Ваин вино Кумаири
- Армавирская область

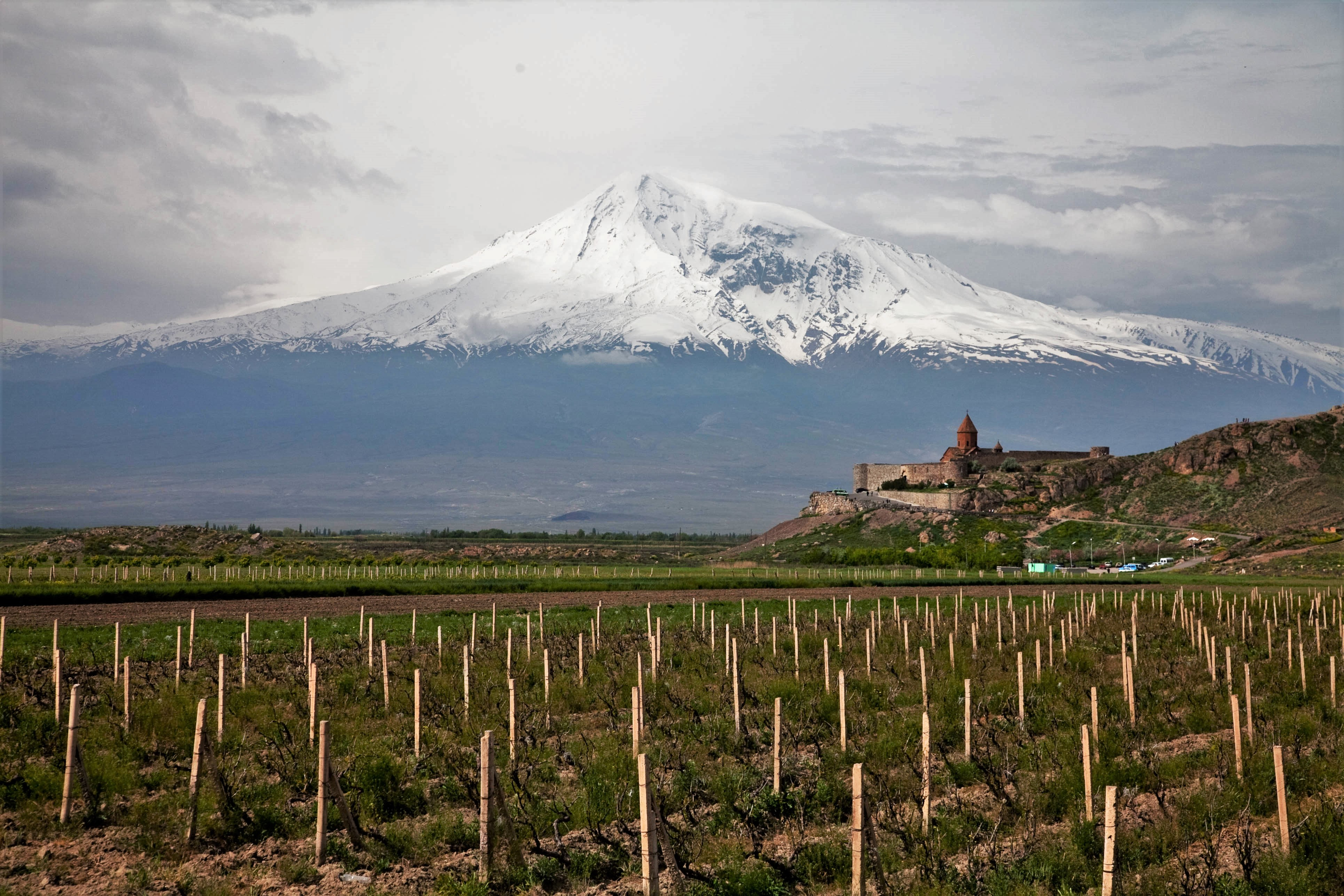
Виноградники в Араратской равнине в районе монастыря Хор Вирап
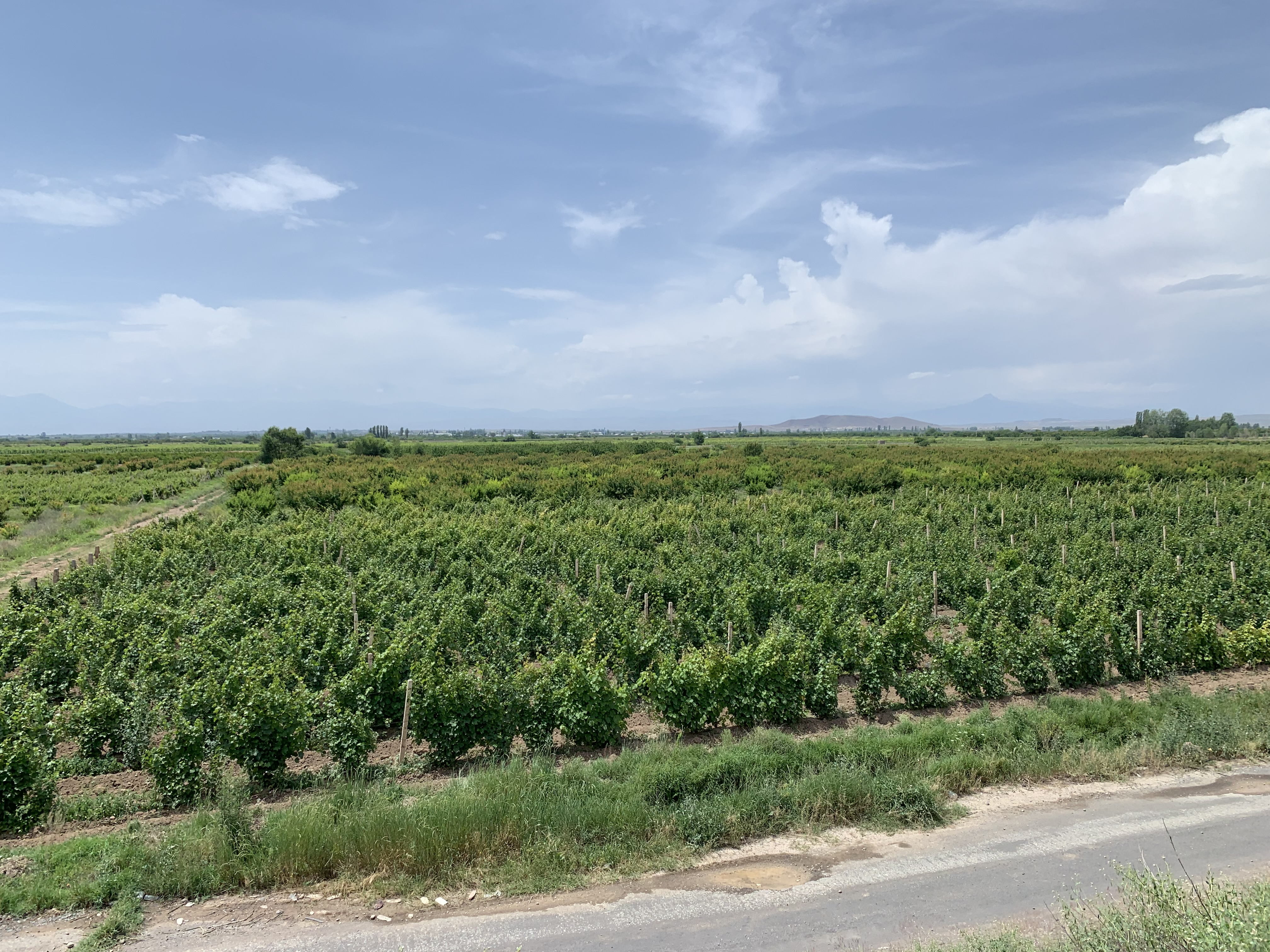
Виноградники Араратской равнины в районе Армавира

## Культивируемые сорта винограда
Белые сорта:
- Шардоне (Chardonnay)
- Воскеат
- Гарандмак
- Чилар
- Кангун
- Бананц

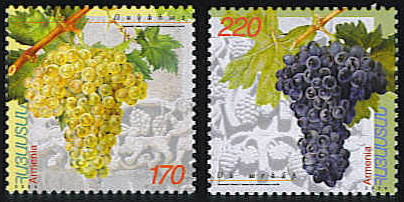
Армянские сорта винограда — Воскеат (слева) и Чёрный Арени (справа)

- Назели (Նազելի или армянский мсали)
- Харджи
- Мускат Ереванский (Muskat Erevan)

Красные сорта:
- Арени Чёрный
- Неркени
- Тиграни
- Саперави
- Кахет

По сообщению «Сборника материалов для описания местностей и племён Кавказа» за 1897 год, в Ереванской губернии насчитывалось 40 сортов винограда, большинство из которых было пригодно для производства вина
1. Ага-гёрмаз
2. Халили
3. Езандаи
4. Харджи
5. Ает-харджи
6. Иринджи-харджи
7. Аскяри
8. Пейкям-аскяри
9. Кишмиш
10. Кирмызы-кишми
11. Чардгали-кишмиш
12. Иризин-кишмиш
13. Хача-баш
14. Мискалы
15. Эркяй-мискалы
16. Алван-мискалы
17. Ханум-гюбяги
18. Тулки-куйруги
19. Сагабы
20. Амбары
21. Кызыл-дюйма
22. Табарза
23. Ширшира
24. Гечи-мамасы
25. Риш-баба
26. Кара-шаны
27. Аляхки
28. Гюляби
29. Кярим-канди
30. Дана-гюзу
31. Разыги
32. Лалы-бидана
33. Кахет
34. Малики
35. Эддиверан
36. Молла-узюме
37. Амрахи
38. Альван-кара
39. Аг-маляги
40. Гусейны

## Награды
Mарочное белое вино хересного типа-"Аштарак" было удостоено 3 золотых и 7 серебряных медалей на международных конкурсах. Белое марочное вино "Воскеваз" завоевало одну серебряную и бронзовую медаль.